# محمد عمر بشير
محمد عمر بشير أديب وأكاديمي سوداني عرف بكتاباته عن الجنوب وبتأسيسه لجامعة أم درمان الأهلية.

## ميلاده
ولد بمدينة كريمة بالولاية الشمالية عام 1926 وتوفي عام 1992.

## المراحل التعليمية
- دبلوم آداب من جامعة الخرطوم سنة 1949م.
- بكالريوس اقتصاد من جامعة الملكة في بلفاست سنة 1956م.
- ماجستير في الأدب الإنجليزي من جامعة أكسفورد سنة 1966م.
- حصل غلى درجة الأستاذية عام 1974م.
- منح درجة الدكتوراة الفخرية من جامعة هل عام 1978م.

## الخبرات العلمية والعملية
عمل مدرسا بالمدارس الثانوية.
محاضر وأستاذ جامعة الخرطوم.
أول سوداني يشغل منصب السكرتير الأكاديمي لجامعة الخرطوم.
عيّن سفيراً بوزارة الخارجية.
مدير الإدارة الإفريقية من عام 1970م وحتى 1972م.
أول عميد عميد لكلية الدراسات الأفريقية الأسيوية.

## إسهاماته
ساهم في القضايا الأفريقية والعربية والقومية.
قدّم العديد من أوراق العمل في مؤتمرات محلية وإقليمية ودولية.
أشرف على عدد من رسائل الدبلوم والماجستير والدكتوراة.
اختير سكرتيراً لمؤتمر المائدة المستديرة لجنوب السودان.
عمل مستشاراً لاتحاد الجامعات العربية والإفريقية عام 1984م.

## العضويات
عضو مؤسس ورئيس المنظمة السودانية لحقوق السودان.
عضو مؤسس ورئيس مجلس أمناء جامعة أم درمان الأهلية.
عضو لجنة الأمم المتحدة لحقوق الإنسان.

## كتاباته
كتابات في مجال قضية الجنوب وذلك باللغتين الإنجليزية والعربية.
التعليم ومشكلة العمالة في السودان، (ترجمة الجنيد علي عمر، وهنري رياض)
تطور التعليم في السودان.
تاريخ الحركة الوطنية في السودان.
التنوع والإقليمية والوحدة القومية.
السودانوية (اشكالية الهوية والقومية السودانية).